# Чжоу Юань
Чжоу Ююань (кит. 周又元, пиньинь Zhōu Yòuyuán; 30 июля 1938, Шанхай— 12 марта 2021, Пекин) — китайский астрофизик, профессор Научно-технического университета Китая, академик Китайской академии наук.

## Биография
Чжоу Юань в 1960 году окончил Пекинский университет по специальности физика. Он начал работу в Китайском университете науки и технологий в 1960 году и получил звание профессора в 1985 году и должность директора Центра астрофизики (1991—1995). В 1997 году он стал заместителем директора Академического комитета Открытой лаборатории космических лучей и астрофизики высоких энергий Китайской академии наук.

## Научные интересы
Объектом исследований Чжоу Юаня были квазары, активные галактики, космология и структура Вселенной.

## Премии и награды
- 1980 - Государственная премия в области естественных наук  (вторая степень).
- 1990 - Государственная премия в области естественных наук (вторая степень).
- 2001 - академик Китайской академии наук.
- 2019  - астероид 120730 был назван в честь Чжоу Юаня за его вклад в астрономию[3][4].